# Championnat des Philippines de football 2022-2023
Navigation
Édition précédente Édition suivante
La saison 2022-2023 du Championnat des Philippines de football est la 5e édition du championnat de première division professionnel aux Philippines sous l'appellation Philippines Football League.

## Déroulement de la saison
À cause de la pandémie de Covid-19 le dernier championnat a lieu en 2020 où les équipes ne se rencontraient qu'une seule fois, le championnat revient cette saison à un format avec matchs aller et retour, elles se rencontrent au total quatre fois.
Les équipes ayant disputées le championnat précédent sont rejoint par le Dynamic Herb Cebu.
Le Kaya FC remporte son premier titre de champion des Philippines.

## Classement
Le classement est calculé avec le barème de points suivant : une victoire vaut trois points, le match nul un. La défaite ne rapporte aucun point.
Critères de départage :
1. plus grand nombre de points ;
2. plus grande différence de buts générale ;
3. plus grand nombre de buts marqués ;
4. plus grande différence de buts particulière

| Rang | Équipe                  | Pts | J  | G  | N | P  | Bp | Bc | Diff |
| ---- | ----------------------- | --- | -- | -- | - | -- | -- | -- | ---- |
| 1    | Kaya FC                 | 55  | 22 | 18 | 1 | 3  | 70 | 20 | +50  |
| 2    | Dynamic Herb Cebu       | 51  | 22 | 15 | 6 | 1  | 52 | 23 | +29  |
| 3    | Stallion Laguna         | 35  | 22 | 11 | 2 | 9  | 39 | 26 | +13  |
| 4    | United City FCT         | 24  | 12 | 7  | 3 | 2  | 27 | 13 | +14  |
| 5    | Azkals Development Team | 21  | 22 | 6  | 3 | 13 | 26 | 39 | -13  |
| 6    | Mendiola FC 1991        | 15  | 22 | 5  | 0 | 17 | 19 | 66 | -47  |
| 7    | Maharlika Manila FC     | 7   | 22 | 2  | 1 | 19 | 14 | 60 | -46  |

|  | Qualification pour la Ligue des champions de l'AFC 2023-2024 |
|  | Qualifié pour la Coupe de l'AFC 2023-2024                    |
|  | Forfait                                                      |
|  | T : Tenant du titre C : Coupe des Philippines                |

- Azkals Development Team ou ADT Manille est un club de la Fédération des Philippines de football composé de jeunes internationaux, le club ne peut pas se qualifier pour les compétitions continentales. En mai 2023 le club se retire de la compétition.

- United City FC se retire de la compétition mi-février 2023.